# Afotella cylindrica
Afotella cylindrica là một loài bướm đêm trong họ Noctuidae.